# Chin-na
Chin-na, poznat još i kao qinna, ili chin na fa (kineski: 擒拿) skup je kineskih borilačkih vještina, koji se temelji na izvrtanju i zaključavanja protivnikovih zglobova (poluga), gušenju, stezanju i kontroli protivničkih mišića/tetiva tako da se ne mogu pomicati, čime se neutralizira borbenost protivnika.
Qinna shu (kineski: 術; pinyin: shù što znači "tehnika") doslovno se prevodi kao tehnika hvatanja brave .[brave?] Neke škole jednostavno koriste riječ "na" ("držati") za opis tehnika. 
Chin-na ima tehnike zahvata u stojećem položaju i na tlu.

## Vanjske poveznice
- Chen-style taijiquan's characteristic qinna technique (engleski)